# Луїза Вікторія Орлеанська
Луїза Вікторія Марія Амелія Софія Орлеанська (фр. Louise Victoire Marie Amélie Sophie d'Orléans, 19 липня 1869 — 4 лютого 1952) — французька принцеса з Орлеанського дому, донька французького принца Фердинанда Орлеанського, що мав титул герцога Алансонського, та баварської принцеси Софії Шарлотти, дружина баварського принца Альфонса.

## Біографія
Луїза Вікторія народилась 19 липня 1869 року у резиденції Bushy House в Теддінґтоні, передмісті Лондона. Вона стала первістком в родині принца Фердинанда Орлеанського та його дружини Софії Шарлотти Баварської, народившись за десять місяців після весілля батьків. 
Її матір, до одруження із батьком, була певний час заручена із королем Баварії Людвігом II, а також мала романтичний зв'язок із фотографом Едгаром Хафштанґлем. Перші роки подружнього життя батьки прожили у злагоді.
Після подорожі Італією, родина оселилася у замку Ментельберг в Тиролі. Там народився їхній син, брат Луїзи, якого назвали Емануель. 1873 батькові дозволили повернутися до Франції, тож сім'я перебралася спочатку до Венсенна, а згодом — до Парижу. 
Матір почала страждати депресіями, а загибель у 1886 короля Людвіга II дуже вплинула на неї. Вона завела роман із одруженим лікарем Ґлейзером і намагалася втекти із ним до Швейцарії. Проте, їх затримали, і чоловік відправив Софію на лікування до Грацу. Луїзі в той час було 17.  
У 21 рік Луїза вийшла заміж за  свого троюрідного брата Альфонса Баварського, якому виповнилося 29. Весілля відбулося 15 квітня 1891 року у палаці Німфенбург у Мюнхені. У подружжя народилося двоє дітей.
Під час Першої світової її чоловік перебував на фронті. Після падіння монархії він втратив права на престол, і кілька років родина провела в його іспанському маєтку в Ов'єдо. До Німеччини вони повернулися лише у 1928. За п'ять років Альфонс пішов з життя.
Луїза пережила чоловіка на дев'ятнадцять років. Вона померла 4 лютого 1952 вже на території ФРН. Похована у кірсі Святого Михайла у Мюнхені.

## Родина
Чоловік — Альфонс Баварський
Діти:

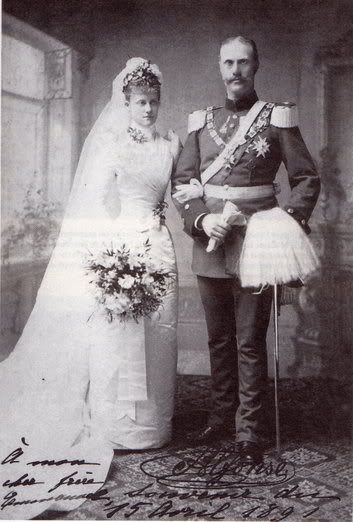
Луїза із чоловіком у день весілля, 1891

- Йозеф Клеменс (1902—1990) — принц Баварський, великий магістр баварського Ордену Святого Георгія, лицар Ордену святого Губерта, історик мистецтв, одружений не був, дітей не мав;
- Єлизавета Марія (1913—2005) — була одружена з графом Францем Йозефом фон Кагенек, згодом — із Ернстом Кюстнером, мала семеро дітей від обох шлюбів.

## Цікаві факти
- Все життя Луїза товаришувала зі своєю двоюрідною сестрою Марією Валерією.